# Djupedalshausane
Die Djupedalshausane sind eine Gruppe von Bergen im ostantarktischen Königin-Maud-Land. Im Mühlig-Hofmann-Gebirge ragen sie zwischen den Kopfenden des Lunde-Gletschers und des Gletschers im Djupedalen auf.
Luftaufnahmen und Vermessungen der Dritten Norwegischen Antarktisexpedition (1956–1960) dienten ihrer Kartierung. Ihr an die Benennung des Djupedalen angelehnter norwegischer Name bedeutet so viel wie „Gipfel des tiefen Tals“.